# Bronwyn James
 (mars 2025).
Si vous disposez d'ouvrages ou d'articles de référence ou si vous connaissez des sites web de qualité traitant du thème abordé ici, merci de compléter l'article en donnant les références utiles à sa vérifiabilité et en les liant à la section « Notes et références ».
Bronwyn James est une actrice britannique née le 24 juillet 1994 à Wakefield en Angleterre.

## Filmographie

### Cinéma
- 2016 : National Theatre Live: Hangmen : Shirley
- 2016 : Sometimes Chinese
- 2017 : Apostasy : Chloe
- 2018 : Peterloo : Sa Sœur
- 2020 : Cindy : Cindy
- 2021 : The Dig : Ellen McKenzie
- 2021 : The Colour Room : Betty
- 2023 : The Palace  Magnolia
- 2024 : Wicked : ShenShen
- 2025 : All the Imagined Echoes : Suit Al
- 2025 : Dragons : Ruffnut Thorston

### Télévision
- 2016 : Cold Feet : Amours et petits bonheurs : l'assistante sociale (1 épisode)
- 2016 : Moving On : Grace (1 épisode)
- 2017-2019 : Les Filles de joie : Fanny Lambert (24 épisodes)
- 2018 : Call the Midwife : Mavis Hollier (1 épisode)
- 2018 : ABC contre Poirot : Megan Barnard (3 épisodes)
- 2019 : Wild Bill : Muriel Yeardsley (6 épisodes)
- 2019 : The End of the F***ing World : Mac (1 épisode)
- 2020 : Outlander : Fanny Beardsley (1 épisode)
- 2020 : Sandylands : Trudy Wright (3 épisodes)
- 2021 : Affaires non classées : Hannah Robson (2 épisodes)
- 2022 : Cheaters : Natalie (5 épisodes)
- 2022 : This Is Going to Hurt : Teri (1 épisode)
- 2022 : Slow Horses : la jeune mère (1 épisode)
- 2023 : Lockwood and Co. : Sergente Wade (4 épisodes)
- 2024 : Masters of the Air : Susie (1 épisode)
- 2024 : Renegade Nell : une musicienne (2 épisodes)